# Aksel V. Johannesen
Aksel Vilhelmsson Johannesen (Klaksvík, 8 novembre 1972) è un politico faroese, primo ministro delle Fær Øer dal 2015 al 2019 e nuovamente dal 2022.

## Biografia

### Gioventù e carriera
Aksel è nato nel 1972, figlio del politico Vilhelm e di Johild Johannesen.
Da giovane giocava principalmente come attaccante nel Kí Klaksvík, società calcistica della sua città natale di cui in passato fu anche presidente. Giocò anche a pallavolo nel club Mjølnir e nel 1994 risultò campione nazionale nella corsa su 100 metri.
Completò gli studi in legge presso l'Università di Copenaghen nel 2004 e lavorò come avvocato a Tórshavn dal 2007 fino all'inizio della sua attività politica.

### Politica
Il 16 luglio 2009 divenne ministro della salute, carica da cui si dimise per poi subentrare come ministro delle finanze a John Johannessen, dal 21 febbraio al 14 novembre 2011. Il 5 marzo salì alla leadership del Partito dell'Uguaglianza. Dal 20 aprile al 20 maggio 2012 sostituì Sjúrður Skaale al Folketing.
Il suo partito vinse le elezioni generali del 2015 con il 25,1% di voti. Perciò rimase in carica come primo ministro fino al 2019. Il suo partito vinse anche le elezioni del 2022 e il 22 dicembre venne presentato il nuovo gabinetto di governo.

## Vita privata
È sposato con Katrin Apol e ha tre figli: Luitjen, Elias e Magnus.